# Franken-Sat
Franken-Sat war ein Gemeinschaftsprogramm der fränkischen Lokalfernsehsender und ist Teil eines Projektes der Bayerischen Landeszentrale für neue Medien (BLM) zur Verbreitung von Lokalfernsehen über digitales Satellitenfernsehen (DVB-S), um die wirtschaftliche Situation der Sender zu verbessern, indem Reichweite und Vermarktungsmöglichkeiten gesteigert werden. Sitz der Gesellschaft war Würzburg.
Gesellschafter mit je 33,33 % der Anteile sind:
- TV touring Fernsehgesellschaft mbH & Co (TV touring)
- TVF Fernsehen in Franken Programm GmbH, (Franken Fernsehen)
- TV Oberfranken GmbH Co. KG (TV Oberfranken)

## Empfang bis 3. Dezember 2012
- Position: 19,2° Ost
- Satellit: ASTRA 1 M
- Transponder: 21
- Polarisation: hor
- Downlinkfrequenz: 11.523,25 MHz
- Symbolrate: 22,0 MSymb/s
- FEC: 5/6
- Kennung: F-SAT
- Sendezeit: täglich von 17:30 Uhr bis 24:00 Uhr

Auf dieser Frequenz sendet ab 4. Dezember 2012 intv.

## Programm bis 3. Dezember 2012
- 13.00 – 17.30 Uhr: TV Bayern
- 17.30 – 18.00 Uhr: main TV
- 18.00 – 19.00 Uhr: TV touring Würzburg
- 19.00 – 20.00 Uhr: TV Oberfranken
- 20.00 – 21.00 Uhr: TV touring Schweinfurt
- 21.00 – 22.00 Uhr: TV touring Aschaffenburg (main TV)
- 22.00 – 24.00 Uhr: TV Oberfranken